# 島根県道156号木次横田線
島根県道156号木次横田線（しまねけんどう156ごう きすきよこたせん）は、島根県雲南市から仁多郡奥出雲町に至る一般県道である。

## 概要
雲南市木次町里方から仁多郡奥出雲町横田に至る。

### 路線データ
- 起点：島根県雲南市木次町里方（里熊大橋交差点、国道54号交点、島根県道45号安来木次線終点、島根県道197号木次直江停車場線起点）
- 終点：島根県仁多郡奥出雲町横田（国道314号交点）
- 総延長：27.8 km

## 路線状況

### 重複区間
- 島根県道45号安来木次線（雲南市木次町里方・里熊大橋交差点（起点） - 雲南市木次町寺領）
- 島根県道176号掛合大東線（雲南市木次町寺領）
- 島根県道25号玉湯吾妻山線（雲南市大東町下久野 - 仁多郡奥出雲町馬馳（まばせ））
- 国道432号（仁多郡奥出雲町郡 - 仁多郡奥出雲町亀嵩）

## 地理

### 通過する自治体
- 島根県
  - 雲南市 - 仁多郡奥出雲町

### 交差する道路
| 交差する道路                                                               | 市町村名 | 市町村名 | 交差する場所   | 交差する場所          |
| -------------------------------------------------------------------------- | -------- | -------- | -------------- | --------------------- |
| 国道54号 島根県道45号安来木次線 重複区間起点 島根県道197号木次直江停車場線 | 雲南市   | 雲南市   | 木次町里方     | 里熊大橋交差点 / 起点 |
| 島根県道332号三刀屋木次インター線                                          | 雲南市   | 雲南市   | 木次町里方     |                       |
| 島根県道215号木次停車場線                                                  | 雲南市   | 雲南市   | 木次町里方     |                       |
| 島根県道271号稗原木次線                                                    | 雲南市   | 雲南市   | 木次町木次     |                       |
| 島根県道176号掛合大東線 重複区間起点                                       | 雲南市   | 雲南市   | 木次町寺領     |                       |
| 島根県道176号掛合大東線 重複区間終点                                       | 雲南市   | 雲南市   | 木次町寺領     |                       |
| 飯石ふれあい農道                                                           | 雲南市   | 雲南市   | 木次町寺領     |                       |
| 島根県道45号安来木次線 重複区間終点                                        | 雲南市   | 雲南市   | 木次町寺領     |                       |
| 島根県道25号玉湯吾妻山線 重複区間起点                                      | 雲南市   | 雲南市   | 大東町下久野   |                       |
| 島根県道25号玉湯吾妻山線 重複区間終点                                      | 仁多郡   | 奥出雲町 | 馬馳（まばせ） |                       |
| 国道432号 重複区間起点                                                     | 仁多郡   | 奥出雲町 | 郡             |                       |
| 国道432号 重複区間終点                                                     | 仁多郡   | 奥出雲町 | 亀嵩           |                       |
| 国道314号                                                                  | 仁多郡   | 奥出雲町 | 横田           | 終点                  |

### 交差する鉄道
- 木次線

### 沿線
- 雲南市役所
- 斐伊川
- JR西日本木次線
  - 木次駅 - 日登駅 - 出雲八代駅 - 亀嵩駅
- 雲南市立木次中学校
- 雲南市立木次小学校
- 雲南市立寺嶺小学校
- 奥出雲町立布勢小学校

### 峠
- 八頭峠（仁多郡奥出雲町、島根県道25号玉湯吾妻山線重複区間内）